# Ludolf Waldmann

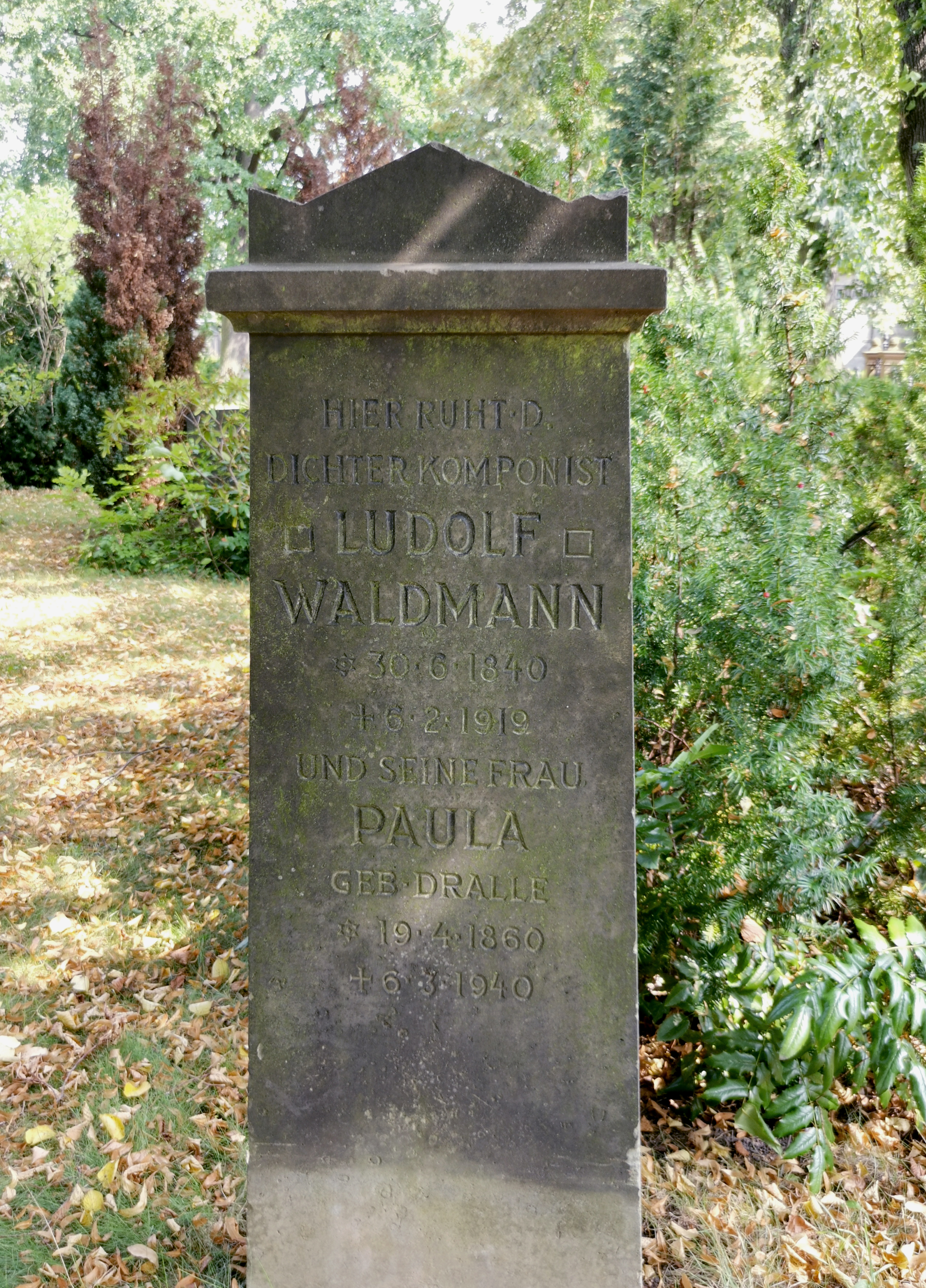
Grab auf dem Alten Zwölf-Apostel-Kirchhof in Berlin-Schöneberg (Abt. 413)

August Eduard Gustav Ludolph Waldmann , besser bekannt als Ludolf Waldmann (* 30. Juni 1840 Hannover; † 6. Februar 1919 in Berlin) war ein deutscher Sänger, Theaterdirektor, Schauspieler, Dichter und Komponist im Bereich der Unterhaltungsmusik.

## Leben
Vielseitig begabt war er als Schauspieler, Sänger und Theaterdirektor tätig. Als Komponist zahlreicher volkstümlicher und patriotischer Lieder, deren Texte er vielfach selbst schrieb, war er um die Jahrhundertwende sehr bekannt. Einige seiner Lieder, wie Fischerin du kleine (The little fisher maid) oder Wer weiss ob wir uns wiedersehn (Who knows, when we ever meet again) erschienen in den 1880er Jahren auch in den USA. Am bekanntesten wurde der 1905 mit Text des Nobelpreisträgers Paul Heyse herausgebrachte Schlager Sei mir gegrüßt, mein schönes Sorrent, der unter anderem 1929 von Richard Tauber aufgenommen wurde.
Waldmann besaß in Berlin einen eigenen Verlag. Er gewann mehrere Gerichtsprozesse gegen Betreiber mechanischer Musikinstrumente, deren Ergebnisse er 1889 veröffentlichte.
Ludolf Waldmann starb 1919 im Alter von 78 Jahren in Berlin. Sein Grab auf dem Alten Kirchhof der Zwölf-Apostel-Gemeinde in Berlin-Schöneberg ist erhalten.

## Kompositionen

### Operetten
- Inkognito
- Die Ulanenbraut, (T: Julius Gaspary) Hamburg 1871

### Lieder
- Ach wir armen Klosterbrüder, op. 19
- Auf ihr Schlesier laßt uns singen
- Bin eine muntere Tänzerin, op. 35
- Bin ein fahrender Gesell
- Bismarck-Hymne, op. 40
- Da weilen meine Sterne, op. 20
- Das gold'ne Mainz am Rhein, op. 27
- Das Menschenherz, op. 29, Text: Mary B.
- Der Waldmann fährt ins Holz
- Denke dir mein Liebchen was ich im Traum gesehn
- Der Schmetterling, op. 37
- Deutschen Handschlag nun ihr Brüder (Marsch-Lied)
- Die Himmelsthräne, op. 32, T. Friedrich Rückert
- Die Perle in dem deutschen Reich, op. 33
- Die Zither lockt die Geige klingt
- Ein donnernd Hoch dem Wein, op. 30
- Ein Schneiderlied, op. 25
- Es war einmal ne Fischerin
- Es zog ein froher Wandrer die weite Welt entlang
- Fischerin, du kleine (1888)
- Fischerin du große
- Hoch Prinz Carneval, op. 34
- Hoch von den Zinnen meiner Burg, op. 31
- Ich bin im Elternhaus, op. 22
- Ich wollt, du wärst ein Blümchen, op. 36
- In die Ferne möcht' ich ziehen, op. 26, T. Max von Schenkendorf
- Lähmt dir die Schwerste aller Ketten
- Luther's Wahrspruch: Wer nicht liebt Wein, Weib und Gesang, op. 28
- Mein Hamburg an der Elbe, op. 23
- Meines Liebchens blauen Augen, op. 21
- Nicht wahr, wenn ich gestorben bin, op. 16
- Nixenlied, op. 18
- Nun öffnet eure Türen
- O sei mein Turteltäubchen (1881)
- Sei gegrüßt, du mein schönes Sorrent T.: Paul Heyse (1905)
- So wie du! op. 47, 1885 bearbeitet von Arnold Schönberg
- Sitz' ich in froher Zecher Kreise (1880)
- War einst ein kleines Fischermädchen
- Wer weiss ob wir uns wiedersehn, op. 5 (1885)
- Wie schmetternde Fanfaren ertöne stolzes Wort
- Wie könnt' ich dein vergessen, op. 24, T. August Heinrich Hoffmann von Fallersleben
- Wiegenlied, op. 17

### Instrumentalmusik
- Wegner-Walzer "Ach ein Walzer ist mein Leben", Ernestine Wegner gewidmet (1881)

## Sonstige Veröffentlichungen
- Ludolf Waldmann's gewonnene Prozesse gegen die Fabrikanten der "mechanischen Musik-Instrumente": Lösung einer hochwichtigen sozialen Frage..., 32 S. Berlin 1889

## Auszeichnungen
1919 wurde die Waldmannstraße in Berlin nach ihm benannt.